# Шварево
Шварево — деревня в Пермском крае России. Входит в Березниковский городской округ в рамках организации местного самоуправления и в Усольский район в рамках административно-территориального устройства края.

## Географическое положение
Деревня расположена в западной части района на левом берегу реки Кондас в 21 километре на запад-северо-запад по прямой от города Березники.
Климат
Климат умеренно-континентальный с суровой продолжительной зимой и теплым коротким летом. Самый холодный месяц — январь со среднемесячной температурой (-15,7 °С), самый теплый — июль со среднемесячной температурой (+17,4 °С). Продолжительность безморозного периода в среднем составляет 114 дней. Общее число дней с положительной температурой 190. Последний весенний заморозок в среднем наблюдается в конце мая, а первый осенний — в конце второй декады сентября. Среднегодовая температура воздуха по данным города Березники 0,9 °С.

## История
С 2004 до 2018 года деревня входила в Усольское городское поселение Усольского муниципального района, с 2018 года входит в Пыскорский территориальный отдел Березниковского городского округа.

## Население
| 2010 |
| ---- |
| 16   |

Постоянное население 27 человек в 2002 году (82 % русские).